# Molnár Jenő (földrajztudós)
Molnár Jenő (Karánsebes, 1920. szeptember 24. – Kolozsvár, 2007. május 20.) erdélyi magyar földrajztudós.

## Életútja
Középiskolát szülővárosában végzett (1940), földrajz-történelem szakos diplomát Kolozsvárt a Ferenc József Tudományegyetemen szerzett (1944). Tanári pályáját a kolozsvári Kereskedelmi Középiskolában és a Református Kollégiumban kezdte (1944–49), majd a Bolyai, ill. Babeș–Bolyai Tudományegyetemen adjunktus, előadótanár és tanszékvezető nyugalomba vonulásáig (1982). Erdély népessége magassági övek szerint c. disszertációjával doktorált (1945), mivel azonban ez hivatalos elismerést nem nyert, 1972-ben újabb doktori tézist védett meg Alkalmazott földrajzi kutatások Kolozs megyében címmel.
Több mint három évtizeden át gazdasági- és kultúrföldrajzi kollégiumokat tartott a természetrajz-földrajz, közgazdaság és filológia karokon, kutatásainak eredményeivel azonban más hazai és külföldi (Ljubljana, München, Moszkva, Debrecen) egyetemeken is szerepelt. Kolozs megye Kutató és Tervező Intézetének munkatársa.

## Szakírói munkássága
Első írása az EKE Erdély c. folyóiratában jelent meg (1948). Kutatásainak eredményeit 1957-től közli rendszeresen. Szerepel a Román Földrajzi Társaság s az egyetem kiadványaiban, valamint a Kriterion Népismereti Dolgozatok (1978) c. gyűjteményében; a Korunk, A Hét, Művelődés, TETT hasábjain a kortárs földrajztudományt s főleg annak gyakorlati jellegét ismertette; hozzájárult a földrajzi típusképzés általános elméletének kidolgozásához (Földrajzi Közlemények, Budapest, 1966/3) s a mezőgazdaság és a települések tipizálásának módszertanához a Nemzetközi Földrajzi Unió francia és angol nyelvű kiadványaiban (Bulletin de la Société Languedocienne de Géographique, Montpellier, 1974; Geoforum. Great Britain, 1975). A Hargita Kalendárium 1986-os kötetében Hargita megye városhálózatának néhány kérdése c. tanulmányával szerepel.
Gyakorlati dolgozataiban bukaresti és kolozsvári munkatársakkal együttműködve funkció szerint osztályozta Románia falusi településeit, rangsorolta az ország városait és felvázolta azok vonzási körzeteit. Önálló dolgozatokban jellemezte az Erdélyi Mezőség, a Szamos menti Síkság, Kolozs megye település- és Hargita megye városhálózatát. A romániai irodalomban is idézett módszert dolgozott ki a falusi települések potenciáljának meghatározására, feldolgozta továbbá az Erdélyi Medence s majdnem egész Románia főbb mezőgazdasági típusait és régióit olasz és francia szakkiadványok számára. Társszerzőkkel közreműködött Románia idegenforgalmi helyeinek tipizálásában; önálló tanulmányban megkísérelte az ország gazdasági vidékeinek körülhatárolását.
A világgazdaság primer szektora (Kolozsvár, 1976) c. egyetemi jegyzetében közli a világ mezőgazdasági típusainak taxonómiáját és mezőgazdasági régióinak térképét, amelyet a romániai szakirodalom is átvett. Hagyományos földrajz – korszerű földrajz c. tanulmánya az EME Természettudományi és Matematikai Szakosztályának Közleményeiben (1992/1), Tudósok a tudománynépszerűsítésről c. írása a Művelődés 1990/1-es számában jelent meg. 

## Társasági tagság
EME természettudományi osztályának választmányi tagja (1990)